# 南海岛

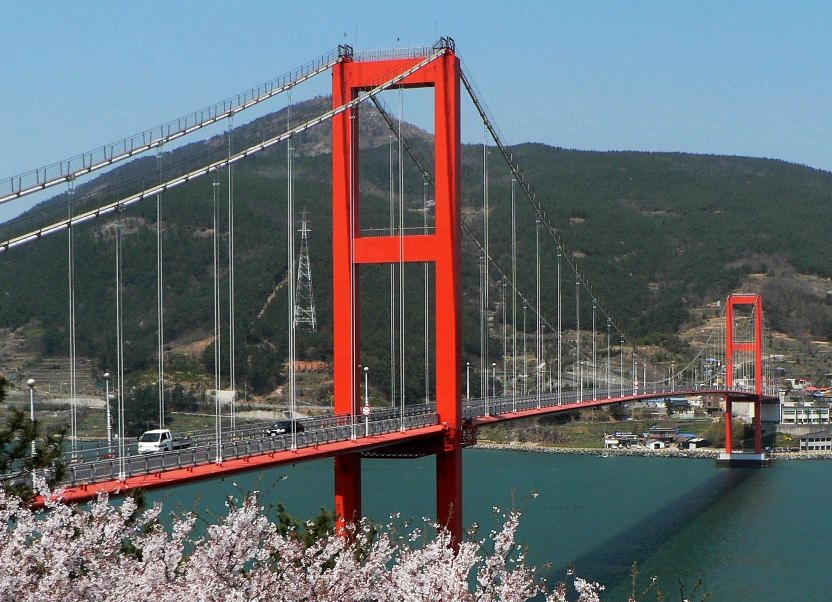
南海大桥

南海岛（：／ Namhae do */?）又称宝物岛位于韩国南部庆尚南道，是韩国第五大岛屿，是南海郡的主要所在地。南海岛与陆地有南海大桥相连。